# North West Counties Football League
North West Counties Football League là một giải bóng đá ở Tây Bắc nước Anh. Tính đến mùa giải 2015–16, giải đấu bao phủ các vùng Cheshire, Greater Manchester, Lancashire, Merseyside, Nam Cumbria, Bắc Staffordshire, Bắc Shropshire, và Viễn Đông West Yorkshire. Trong quá khứ, giải đấu cũng bao gồm các câu lạc bộ đến từ vùng High Peak của Derbyshire, và bắc xứ Wales. Hiện tại giải có 2 hạng đấu: Premier Division, nằm ở cấp độ 9 trong Hệ thống các giải bóng đá ở Anh, và First Division ở cấp độ 10. Giải cũng là thành viên của Joint Liaison Council, quản trị phần phía Bắc của National Football System ở Anh.

## Lịch sử
Giải đấu được thành lập năm 1982 do sự hợp nhất của Cheshire County League và Lancashire Combination. Ban đầu giải gồm 3 hạng đấu, nhưng sau đó giảm còn 2 từ năm 1987, một phần bởi vì sự sáng tạo một hạng đấu mới ở Northern Premier League (NPL). Cùng lúc đó, phương cách lên và xuống hạng cũng được giới thiệu, khi mà đội nhất hoặc nhì ở North West Counties Football League (NWCFL) sẽ có một vị trí ở NPL, bất kể sân có phù hợp với yêu cầu của giải đấu hay không.
NWCFL có 6 giải đấu góp đội với khả năng lên hạng First Division thuộc về các đội vô địch ở Cheshire Association Football League, Liverpool County Premier League, West Cheshire Amateur Football League, Staffordshire County Senior League, West Lancashire Football League, và Manchester Football League, bất kể có phù hợp với điều kiện sân bãi hay không.
Nhà tài trợ đầu tiên của NWCFL là Bass cho đến năm 1995. Năm 1998, First North Western trở thành nhà tài trợ mới với hợp đồng 2 năm.

Vùng bao phủ bởi NWCFL được tô màu xanh lơ.

Mùa giải 2008–09, Division One được đổi tên thành Premier Division và Division Two trở thành First Division.
Bốn đội từng giành cú đúp mùa giải và cup là Ashton United mùa giải 1991–92, Kidsgrove Athletic mùa giải 1997–98, F.C. United of Manchester mùa giải 2006–07 và Glossop North End mùa giải 2014–15, trong khi Atherton Laburnum Rovers là câu lạc bộ duy nhất vô địch liên tiếp trong mùa giải 1992–93 và 1993–94. Trong ba mùa giải liên tiếp ở thập niên 1980, Clitheroe vô địch từng hạng đấu của NWCFL. Mùa giải 1983–84 họ vô địch Division Three, sau đó là Division Two và mùa giải 1985–86 vô địch Division One.
Giải đấu cũng là sân nhà của một đội bóng Football League cũ; Nelson, trong khi AFC Darwen là sự tiếp nối của đội Darwen. Bootle không tương tự như đội Football League. Đội bóng cũ của NWCFL Accrington Stanley đã và đang thi đấu tại Football League.
Trong 16 năm, số khán giả kỉ lục cho một trận đấu ở  NWCFL là 1,353 thuộc về trận đấu tranh vô địch First Division giữa Radcliffe Borough và Caernarfon Town mùa giải 1982–83. Mùa giải 1998–99, 2,281 khán giả chứng kiến trận quyết định ngôi vương của Workington trước đối thủ Mossley tại Borough Park. Mùa giải 2005–06, một kỉ lục mới được thiết lập, 6,023 khán giả tại Gigg Lane trong một trận đấu thuộc Division Two giữa FC United of Manchester và Great Harwood Town ngày 23/4/2006. Mùa giải sau đó, chủ yếu nhờ vào sự ủng hộ lớn cho FC United of Manchester, lượng khán giả tăng lên và bao gồm cả một kỉ lục 4,058 khán giả cho một trận đấu buổi tối, với trận đấu sân nhà của Salford City tại Division One với FC United of Manchester.
NWCFL có 2 giải cup – League Cup dành cho mọi câu lạc bộ và First Division Trophy. Kể từ mùa giải 2014–15, League Cup được đổi tên thành The Men United Cup, và First Division Trophy trở thành The Reusch First Division Cup. Cho đến khi tan rã năm 2014, giải đấu cũng vận hành một giải dự bị song song cùng với tổ chức League Cup. Ngoài ra từ mùa giải 1990–91 đến mùa giải 1999–2000 cũng tổ chức giải đấu cup Floodlit Trophy.

### 1987–2008

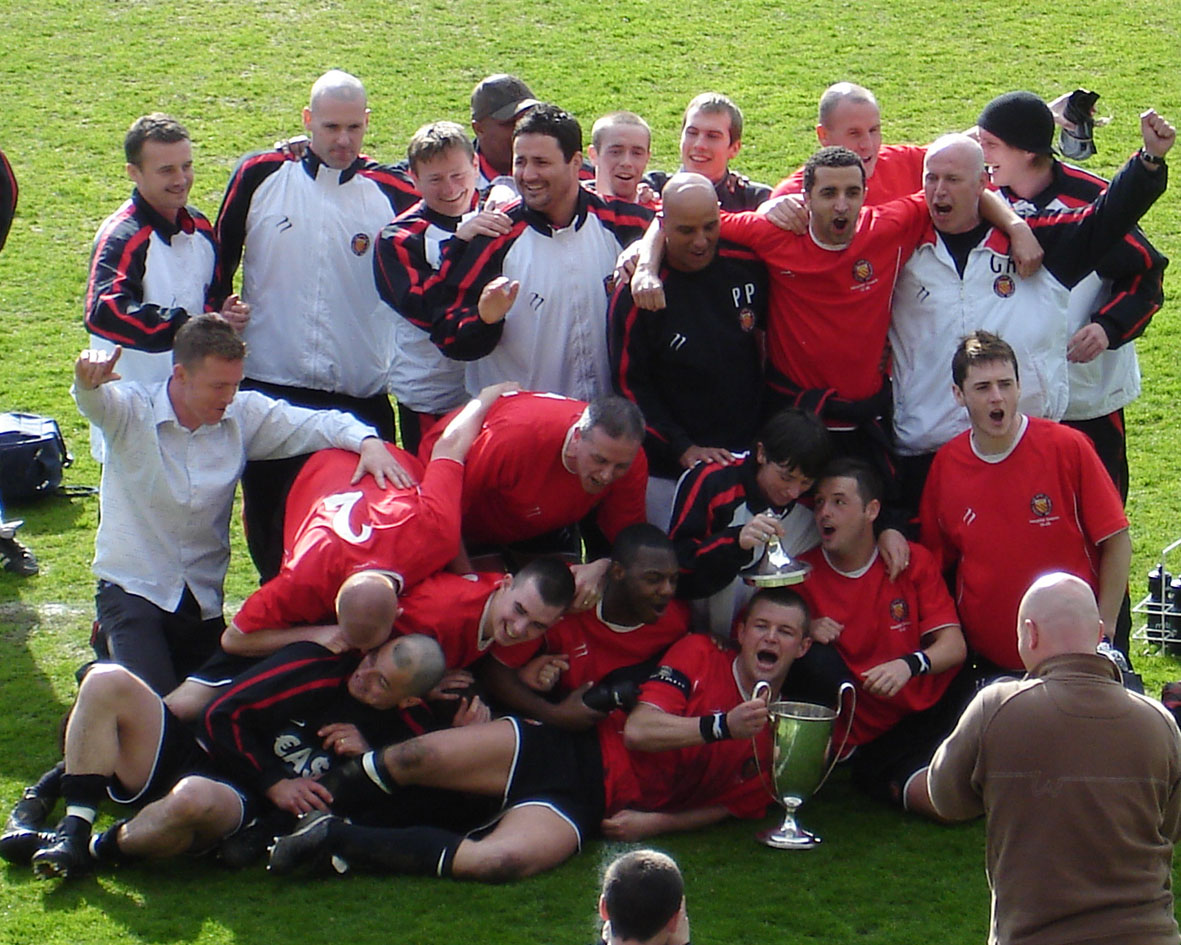
F.C. United là nhà vô địch North West Counties Football League Division Two mùa giải 2005–06

### 2008–nay

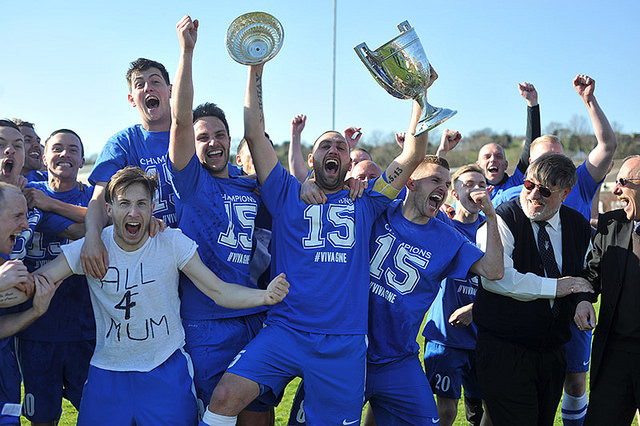
Glossop North End vô địch NWCFL năm 2015